# Ryn (gmina)
Pour les articles homonymes, voir Ryn (homonymie).
Ryn est une gmina mixte du powiat de Giżycko, Varmie-Mazurie, dans le nord de la Pologne. Son siège est la ville de Ryn, qui se situe environ 18 km au sud-ouest de Giżycko et 71 km à l'est de la capitale régionale Olsztyn.
La gmina couvre une superficie de 211,21 km2 pour une population de 5 986 habitants.

## Géographie
Outre la ville de Ryn, la gmina inclut les villages de Bachorza, Canki, Głąbowo, Grzybowo, Hermanowa Wola, Jeziorko, Knis, Knis-Podewsie, Kronowo, Krzyżany, Ławki, Ławki PGR, Mioduńskie, Mleczkowo, Monetki, Mrówki, Orło, Prażmowo, Rybical, Ryński Dwór, Ryńskie Pole, Siejkowo, Skop, Skorupki, Słabowo, Stara Rudówka, Sterławki Wielkie, Szymonka, Tros, Wejdyki et Zielony Lasek.
La gmina borde les gminy de Giżycko, Kętrzyn, Mikołajki, Miłki et Mrągowo.